# ピアノ・コンサート
『ピアノ・コンサート』（The Cat Concerto, 1947年4月26日(制作は1946年)、劇場公開時　『猫の演奏会』）は、トムとジェリーの作品のひとつ。第19回アカデミー賞短編アニメ賞受賞作品。日本においてはパブリックドメインである。

## 作品内容
大勢の観客の中でトムがピアニストを務めるコンサートが始まろうとしていた。曲目はリストのハンガリー狂詩曲第2番嬰ハ短調。
トムが演奏するグランドピアノの中には、実はジェリーの家があった。ピアノ内のハンマー（なぜか弦の上に付いている）を寝床として眠っていたジェリーは演奏中にあばれるように動き出すハンマーに起こされ、弦のすき間に放り出されてしまう。
そこで演奏中のトムをからかうためジェリーは偉そうに指揮をする。トムは指揮をするジェリーをデコピンして跳ね飛ばす。ジェリーは鍵盤の下にもぐる。トムは鍵盤をたたいてジェリーを押しつぶす。ジェリーは鍵盤のふたを閉めトムの指をつぶしてやり返す。また、はさみでトムの指を切ろうとする。トムはピアノ内のハンマーでジェリーを打って報復する。
ひどい仕打ちをかけてくるトムに怒ったジェリーは「鍵盤を高速駆動させる」方法で仕返しを企むが、それにトムも負けじと必死に演奏を続け（ジェリーが高速駆動させた鍵盤に必死で食らいつき）、ついにはボロボロになってトムはグランドピアノに倒れてしまったものの、なんとか無事に演奏終了してみせた。
疲労困憊で突っ伏したトムの代わりにジェリーは終わりの挨拶をして観客の拍手喝采を浴びた。

## スタッフ
- 監督 - ウィリアム・ハンナ、ジョセフ・バーベラ
- 製作 - フレッド・クインビー
- 共同製作 - ウィリアム・ハンナ(クレジット無し)
- 脚本 - ウィリアム・ハンナ、ジョセフ・バーベラ(全員クレジット無し)
- 原画 - ケネス・ミューズ、エド・バージ、アーヴン・スペンス、リチャード・ビッケンバック(クレジット無し)
- レイアウト・背景 - ロバート・ジェントル(クレジット無し)
- 編集・録音 - フレッド・マックアルピン(クレジット無し)
- 音楽  - スコット・ブラッドリー
- 彩色プロセス - テクニカラー
- 録音プロセス - ウェスタン・エレクトリック
- 制作 - メトロ・ゴールドウィン・メイヤー・カートゥーン・スタジオ（英語版）
- 配給 - メトロ・ゴールドウィン・メイヤー、ロウズ

## 登場キャラクター
トム
ピアニストとして登場。途中でジェリーに邪魔されつつ演奏を続けるが、やがて仕返しとしてジェリーが高速駆動させた鍵盤へ必死に食らいつき、最後は疲労困憊でピアノに突っ伏した。
ジェリー
ピアノ内部で寝ていたところをトムの演奏に起こされ、様々な仕返しを試みる。トムに攻撃されてもひるまず立ち向かい、最後はハンマーを2本折って弦を叩く方法で鍵盤を高速駆動させてトムを酷使。疲労困憊で突っ伏したトムの代わりに終わりの挨拶をして観客の拍手喝采を浴びた。

## 特記事項
- 本作品はトムの弾く鍵盤が現行の音楽の譜面と一致しており[注 1]、映像と音楽が調和した完成度の特に高い作品として非常に高く評価されている。トムとジェリー史上最高傑作であるという声も多い。
- ハンガリー狂詩曲第2番は調の同じ編曲版を元にピアノ協奏曲(Piano Concerto)形式で演奏。1950年の「星空の音楽会」ではタイトル部で同じくリスト作曲の交響詩『前奏曲』が演奏されている。
- オープニングの音楽はショパンの前奏曲作品28から第24曲。これもピアノ独奏に書かれた原曲がピアノ協奏曲風にアレンジされている。
- 途中ジェリーが曲を変えてしまう場面がある。その曲とは1946年のミュージカル映画「The Harvey Girls」（ジョージ・シドニー監督・ジュディ・ガーランド主演、日本では劇場未公開かつ未ソフト化）でアカデミー主題歌賞を受賞した「On the Atchison, Topeka and the Santa Fe（サンタフェ特急）」（ハリー・ウォーレン作曲）である。
- ワーナー・ブラザース製作のバッグス・バニーが登場するアニメーション「メリー・メロディーズ」の作品中に「ラビット狂騒曲」（監督：フリッツ・フレレング）という本作品に類似した作品（同じ曲を使用）が存在する。この作品ではトムにあたる役がバッグス・バニーに、ジェリーにあたる役が無名のネズミになっている。この作品の封切り日は1946年11月9日で同時期に制作され、第19回アカデミー賞授賞式でも共に上映されたため、後にMGMとワーナーの双方が盗作を訴える問題が起こった。これに関しては、双方の作品の現像を行ったテクニカラー社が関与したとする説もあるが、真相は現在でも不透明のままである。なお「トムとジェリー」の現在の権利者であるターナー・エンタテインメントはタイム・ワーナーのグループ企業である。
- トムもジェリーも出演しなかった映画『ロジャー・ラビット』ではダフィー・ダックとドナルド・ダックがピアノ2台でハンガリー狂詩曲第2番を演奏。シーンは短いがこちらもドタバタの競演である。
- 世界的に有名なピアニストである郎朗（ラン・ラン）は、幼い頃に見たこの作品がピアノを始めるきっかけとなった。
- 本作のTVにおける日本公開時の題名には「アカデミー賞」の冠題が付いている。また、ナレーターによる冠題の由来の説明が冒頭にある。

### 注
1. ↑  ただし若干キーが変更されている箇所はある